# Albula
Albula là một chi cá cổ thuộc họ Albulidae. Các loài của chi này sống ở vùng nước ven biển ấm trên toàn thế giới.
Chi này chứa nhiều loài thường được gọi là cá xương (bonefish). Nhóm cá này là thành phần quan trọng của ngành đánh bắt cá và câu cá thể thao trên toàn thế giới. Điều này, cùng với việc phá hủy môi trường sinh sản, đã dẫn đến sự suy giảm quần thể ở nhiều loài.

## Phân loại
Cá xương từng được cho là có một loài duy nhất phân bố trên toàn cầu. Tuy nhiên, sau các phân tích di truyền, đã có 11 loài riêng biệt được xác định. Có 3 loài được xác định ở Đại Tây Dương và 8 loài ở Thái Bình Dương. Tất cả các loài đều không thể phân biệt được về mặt hình thái với nhau và chỉ có thể phân biệt một cách đáng tin cậy bằng bằng chứng di truyền, nhưng tất cả chúng đều phân thành các nhánh từ 4 đến 20 triệu năm trước.
Hóa thạch lâu đời nhất thuộc chi này có từ kỷ Phấn trắng muộn ở Alabama và Uzbekistan.

### Các loài còn tồn tại
Có 11 loài còn hiện hữu được công nhận thuộc chi này:
- Albula argentea (Forster 1801)
- Albula esuncula (Garman 1899)
- Albula gilberti Pfeiler, van der Heiden, Ruboyianes & Watts, 2011[8]
- Albula glossodonta (Forsskål, 1775)
- Albula goreensis Valenciennes, 1847
- Albula koreana Kwun & Kim, 2011[9]
- Albula nemoptera (Fowler, 1911)
- Albula oligolepis Hidaka, Iwatsuki & Randall, 2008[10]
- Albula pacifica (Beebe, 1942)[11]
- Albula virgata Jordan & Jordan, 1922
- Albula vulpes (Linnaeus, 1758)

### Các loài hóa thạch
- †Albula bartonensis Schedl 1933
- †Albula bashiana (Frizzell 1965) [Metalbula bashiana Frizzell 1965]
- †Albula campaniana Nolf & Stringer 1996
- †Albula dunklei Applegate 1970
- †Albula eppsi White & Frost 1931
- †Albula oweni (Agassiz 1844) [Pisodus owenii Agassiz 1844; Pisodus owenii Agassiz 1844]